# Монумент Свободи (Рига)
Монуме́нт Свобо́ди (латис. Brīvības piemineklis) розташований на однойменному бульварі в самому центрі Риги, неподалік Старого міста. Меморіал споруджений як данина пам'яті воякам, що пожертвували життям під час війни за незалежність Латвії (1918—1920). Символізує свободу, національну єдність та незалежність цієї балтійської країни. Пам'ятник звели у рекордні строки й урочисто відкрили 18 листопада 1935 року. Він виготовлений з червоного та сірого граніту, травертину, залізобетону та міді. Нині площа навколо монументу слугує місцем для проведення численних громадських зібрань та офіційних церемоній.
Скульптури та барельєфи Монумента Свободи, об'єднанні в 13 композиційних груп, персоналізують латиську історію, культуру та духовні цінності. Архітектурна пам'ятка містить 4 розташованих один на одному яруси, що зменшуються у розмірі від основи до вершини. Центральною складовою є стела заввишки 42,7 метра, яку увінчує бронзова фігура «Свободи» — молодої дівчини, відомої серед латишів як Мільда. У високо піднятих руках вона тримає три позолочені зірки, що символізують культурно-історичні регіони: Курземе, Відземе й Латгале. Сама концепція Монумента Свободи належить видатному латиському скульптору Карлісу Зале, що переміг у державному конкурсі на кращу «меморіальну колону» з проєктом «Сяє, як зірка!». Творчий задум Зале втілив архітектор Ернест Шталберг. Будівельні роботи фінансувалися коштом добровільних пожертвувань громадян.
Після приєднання Латвії до СРСР в 1940 р. висловлювались плани знесення Монумента Свободи й відновлення дореволюційної статуї Петра I, але ці пропозиції не були реалізовані. Часто порятунок пам'ятки приписують радянській скульпторці Вірі Мухіній, яка обстоювала її високу художню цінність. 1963 року питання про знесення меморіалу було підняте знову, але партійні функціонери знову не наважилась на такий крок, ймовірно, аби не спровокувати напруженість у суспільстві. Хоча символічний сенс архітектурної споруди стали тлумачити відповідно до офіційної комуністичної ідеології, для широкої громадськості вона продовжила залишатись символом національної незалежності. З початком Перебудови площа навколо Монумента Свободи стала місцем численних громадських зібрань. Так, 14 червня 1987 року тут відбулось перше з моменту радянської окупації покладання квітів, організоване правозахисною групою Гельсінкі-86. Мітинг зібрав близько 5000 осіб. Цей захід суттєво активізував рух за незалежність, який врешті-решт завершився відновленням латвійської державності у 1991.

## Дизайн
Скульптури та барельєфи Монумента Свободи, що об'єднані в 13 композиційних груп, символізують історію, культуру та духовні цінності латиського народу. Пам'ятник складається з 4 розташованих один на одному ярусів, які зменшуються у розмірі від основи до вершини. Сходи монумента виготовлені з червоного граніту (2,8 м у ширину та 1,8 м у висоту). На передньому ярусі розташовуються 2 барельєфи з травертину: «Латиські стрілки» (13; латис. Latvju strēlnieki) і «Латвійський народ: співаки» (14; латис. Latvju tauta – dziedātāja) висотою 1,7 м і шириною 4,5 м. Вони прикрашають 3-метрові стіни комплексу, який опирається на округлу платформу 28 м в діаметрі. У передній частині пам'ятника дана платформа утворює прямокутну терасу, що використовується для проведення церемоній. Основу монумента, виготовлену з червоного граніту, утворюють два прямокутні блоки: нижній — монолітній 3,5 метра висотою, 9,2 м шириною і 11 м у довжину; верхній блок (3,5 метра висотою, 8,5 м шириною і 10 м у довжину) має округлі ніші по боках, в кожному з яких можна помітити скульптурну групу з трьох фігур. Верхній блок також облицьований травертином.
Монумент Свободи рясніє символами і багатозначними образами. На лицьовій стороні між скульптурними групами «Праця» (10, зображує рибалку, ремісника і фермера, який стоїть посередині й тримає косу, прикрашену дубовими листям і жолудями, що символізують силу і мужність) й «Вартові Вітчизни» (9; представляє стародавнього латиського воїна, зліва і праворуч від якого, напівприсівши, зображені сучасні бійці) можна помітити напис скульптора Карліса Зале: «Вітчизні та Свободі» (латис. Tēvzemei un Brīvībai), висічений біля підніжжя. Бокові панелі зображують барельєфи: «1905» (7; латис. 1905.gads; оповідає про зіткнення робітників з царською армією під час революції 1905 року) та «Битва з бермондтійцями на Залізному мості» (8; латис. Cīņa pret bermontiešiem uz Dzelzs tilta; відтворює вирішальну битву за латвійську столицю під час війни за незалежність). На зворотньому боці Монумента Свободи розташовуються ще дві скульптурні групи: «Сім'я» (12; латис. Ģimene; зображує фігуру матері та її синів, що символізують святість честі родини) і «Вчені» (11; латис. Gara darbinieki; відтворює балтійського язичницького священнослужителя з кривою палицею, що стоїть поміж фігурами вченого та письменника). Третій ярус, виготовлений із сірого граніту 6 м у висоту та ширину й 7,5 м в довжину, оточений чотирма 5,5-6-метровими скульптурними групами: «Латвія» (2; латис. Latvija), «Лачплесіс» (3; латис. Lāčplēsis; епічний герой з латвійського фольклору), «Вайделотіс» (5; латис. Vaidelotis; язичницький жрець у балтійських народів) й «Руйнівник кайданів» (4; латис. Važu rāvēji; зображені троє прикутих чоловіків, які намагаються звільнитися від кайданів).
Верхній блок одночасно слугує основою для 19-метрової монолітної колони, яка також зменшується у розмірі від 3 м при основі до 2,5 м на вершині. Обеліск обвиває пояс із зеленого скла, який після проведеної реконструкції знову миготить у нічний час. Стелу Монумента Свободи увінчує бронзова фігура дівчини, що тримає у високо піднятих руках три позолочені зірки. Вони символізують три культурно-історичні регіони: Курземе, Відземе і Латгале. Погляд Мілди звернений лицем на південний захід, «звідки прийшла свобода». Всередині самого пам'ятника існує невелика технічна кімната, відкрита 7 листопада 2011 року. Увійти всередину можливо через задні двері, які зазвичай знаходяться під замком. Для широкої громадськості вхід до приміщення недоступний, потрапити туди можна лише за згоди Ризького агентства з пам'ятників. Колись дане приміщення використовувалось як сховище, тепер тут обладнана невелика виставка, що ознайомлює іноземних високопосадовців, що відвідують латвійську столицю, з історією монумента.

## Розташування
Монумент Свободи розташований у центрі латвійської столиці на Бульварі Свободи (латис. Brīvības bulvāris), що неподалік Старого міста. 1990 року 200-метрову ділянку вулиці навколо архітектурної пам'ятки, що між бульварами Аспазіяс та Райніса, закрили для руху транспорту та зробили цілковито пішохідною. Таким чином, утворилася нинішня площа Свободи. Вона включає міст через ризький канал, що колись був частиною міських укріплень. У середині XIX століття фортифікаційний мур, що вже втратив колишнє призначення, знесли, а його залишки використали для спорудження нових будівель, зокрема розташованого на північ від Монумента Свободи Бастіонного пагорба і прилеглої паркової зони.
На схід від Бульвару Свободи розташовуються декілька державних установ, освітніх закладів та амбасад, найближчими з яких є посольства Німеччини та Франції, Латвійський університет та Ризька міська гімназія № 1. На південь від Монумента Свободи можна помітити будівлю Національного оперного театру та фонтану перед ним. Навпроти нього в західній частині площі розміщені невелике кафе та годинник «Лайма». Годинник спорудили ще 1924 року, а 1936-го його прикрасили рекламою латвійського кондитерського бренду; нині це популярне місце для зустрічей.
Первинний варіант будівництва Монумента Свободи також передбачав, що навколо підніжжя пам'ятника буде споруджена площа еліптичної форми, встановлені садові лавки. Цю територію планували обгородити 1,6-метровою гранітною стіною, а навколо зовнішньої сторони мали б висадити туї. Втім, даний проєкт не знайшов підтримки в 1930-х роках. Подібна ініціатива, висунена у 1980-х, також не була реалізована.

## Будівництво

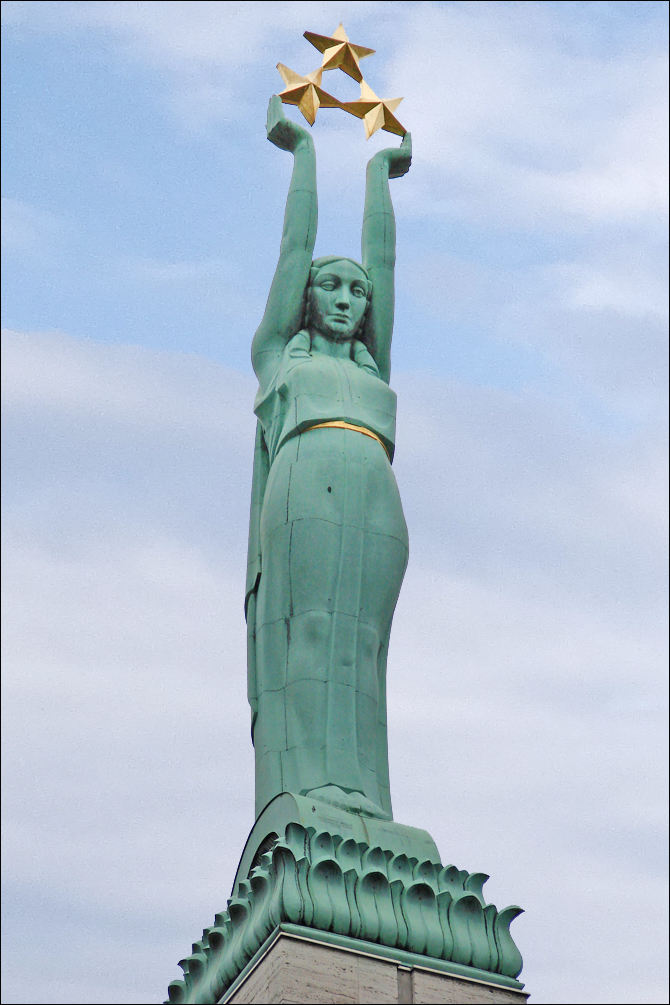
Мідна фігура Свободи широким планом

Дискусія щодо будівництва меморіалу, котрий увіковічнював би солдатів, які загинули в роки Першої світової війни та подальшої війни за незалежність, вперше зародилась у 1921 році. 27 липня 1922 дану пропозицію схвалив прем'єр-міністр Зігфрід Анна Маєровіц, який доручив розробити правила конкурсу на кращу «меморіальну колону». Рішення викликало сплеск активності серед скульпторів. Першим став проект латвійського архітектора Ейженса Лаубе, одного із найвідоміших представників ризького югендстилю. Він запропонував спорудити посеред центру столиці гранітний обеліск, проте ця ідея не була втілена, частково через нестачу коштів.
1923 року відбувся державний конкурс, переможцем якого стала схема Кришяніса Барона та Атіса Кронвальдса, які запропонували звести 27-метрову колону із зображенням офіційних латвійських символів та прикрашену барельєфами. Втім, через протест 57 митців даний проект відхилили. У жовтні 1923 оголосили новий конкурс, на якому вперше використовувався термін «Монумент Свободи». У березні 1925 з усіх представлених робіт відібрали 2 найкращі, однак через розбіжності серед журі конкурс вкотре закінчився нічим.
Зрештою, в жовтні 1929 відбувся останній відбірковий етап. Його переможцем став проект «Сяє, як зірка!» (латис. Mirdzi kā zvaigzne!) скульптора Карліса Зале, який мав успіх і в попередніх номінаціях. Після незначних виправлень, зроблених автором під наглядом архітектора Ернеста Шталберга, 18 листопада 1931 року почалося будівництво меморіалу, що відбувалось за рахунок приватних пожертвувань. Спорудження архітектурної споруди йшло у рекордні строки, об'єм робіт вимірюється у розмірі 308 000 людино-годин. Готовий пам'ятник встановили біля входу в Старе місто на місці колишньої бронзової статуї російського імператора Петра I на коні. Загальна вага використаних матеріалів склала близько 2500 тонн: для перевезення такої кількості матеріалів знадобилося б близько 200 вантажних вагонів при транспортуванні залізницею. Урочисте відкриття Монумента Свободи відбулося 18 листопада 1935 року, латвійський президент Альбертс Квіесіс з невеликими труднощами зірвав з нього біле полотно під мелодію державного гімну.

## Реставрація

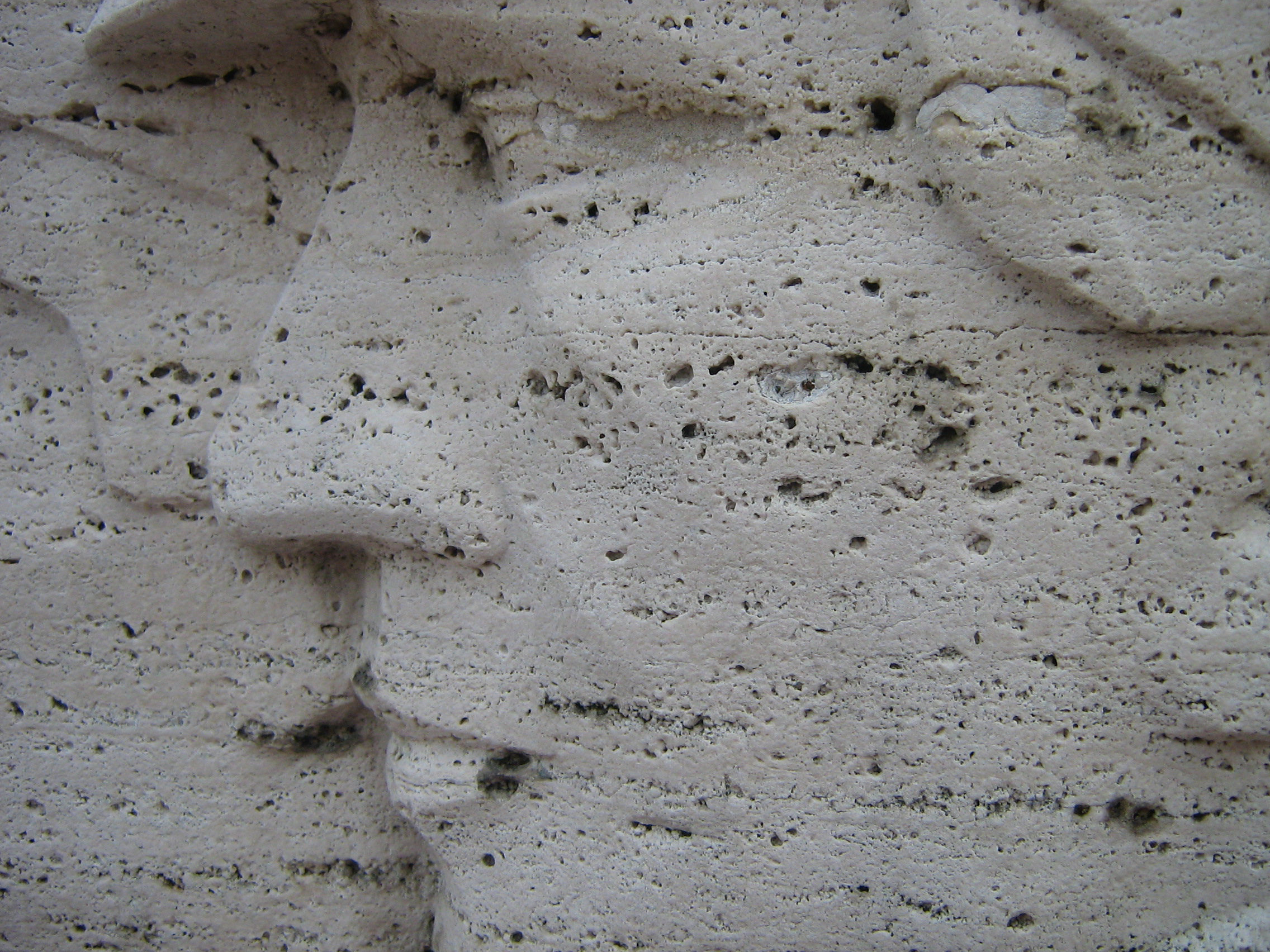
Елемент рельєфу із травертину, що зазнав тривалого впливу погоди

Як і будь-який пам'ятник, Монумент Свободи зазнавав кліматичного впливу морозу, дощів, а також забрудненого повітря. Чималої шкоди архітектурній споруді нанесла прокладена в радянський час тролейбусна лінія, унаслідок транспортних вібрацій якої розгойдувався підмурівок пам'ятника. Біля монумента дослідники виявили високі концентрації двоокису азоту та діоксиду сірки, які при взаємодії з водою викликають корозію. Окрім того, вода спричинила розтріскування залізобетонного сердечника та іржавіння його сталевої арматури і кріплення, які також зазнавали постійних вібрацій, викликаних рухом транспорту.
Пористий травертин поступово розсипався, а його пори заповнились сажею і частками піску, у підсумку матеріал почорнів і став середовищем проживання для дрібних організмів, таких як мохи і лишайники. Нерегулярне технічне обслуговування та невміле виконання відновлювальних робіт також внесли лепту у вивітрювання пам'ятки. Щоб запобігти її подальшому розпаду, деякі кріплення були замінені поліуретановим наповнювачем, а під час реставрації у 2001 році спеціалісти провели гідроізоляцію. З того часу кожні 2 роки проводиться технічне обстеження монумента.
Пам'ятник двічі реставрувався в радянський період (1962 і 1980—1981 рр.). Після відновлення незалежності відповідно до традиції реставрації та обслуговування кошти на фінансування частково надходять за рахунок добровільних пожертвувань. Під час проведення відновлювальних робіт у 1998—2001 рр. статую «Свободи» та її зірки очистили, відреставрували і заново покрили позолотою. Відновили також підмурівок монумента, обеліски, щаблі й внутрішню частину. Використаний камінь очистили, відновили шви та провели інші заходи, аби запобігти осіданню. Архітектурну споруду повторно відкрили 24 липня 2001 року. Хоча реставратори запевняли, що Монумент Свободи витримає ще 100 років без необхідності нових додаткових робіт, вже через декілька літ з'ясувалося, що через неправильно обрану техніку почала псуватися позолота зірок. Навесні 2006 фахівці усунули дефекти попередньої роботи, утім реставрацію вкотре квапили, тому спеціалісти попередили, що не можуть гарантувати належну якість своєї праці.

## Почесна варта

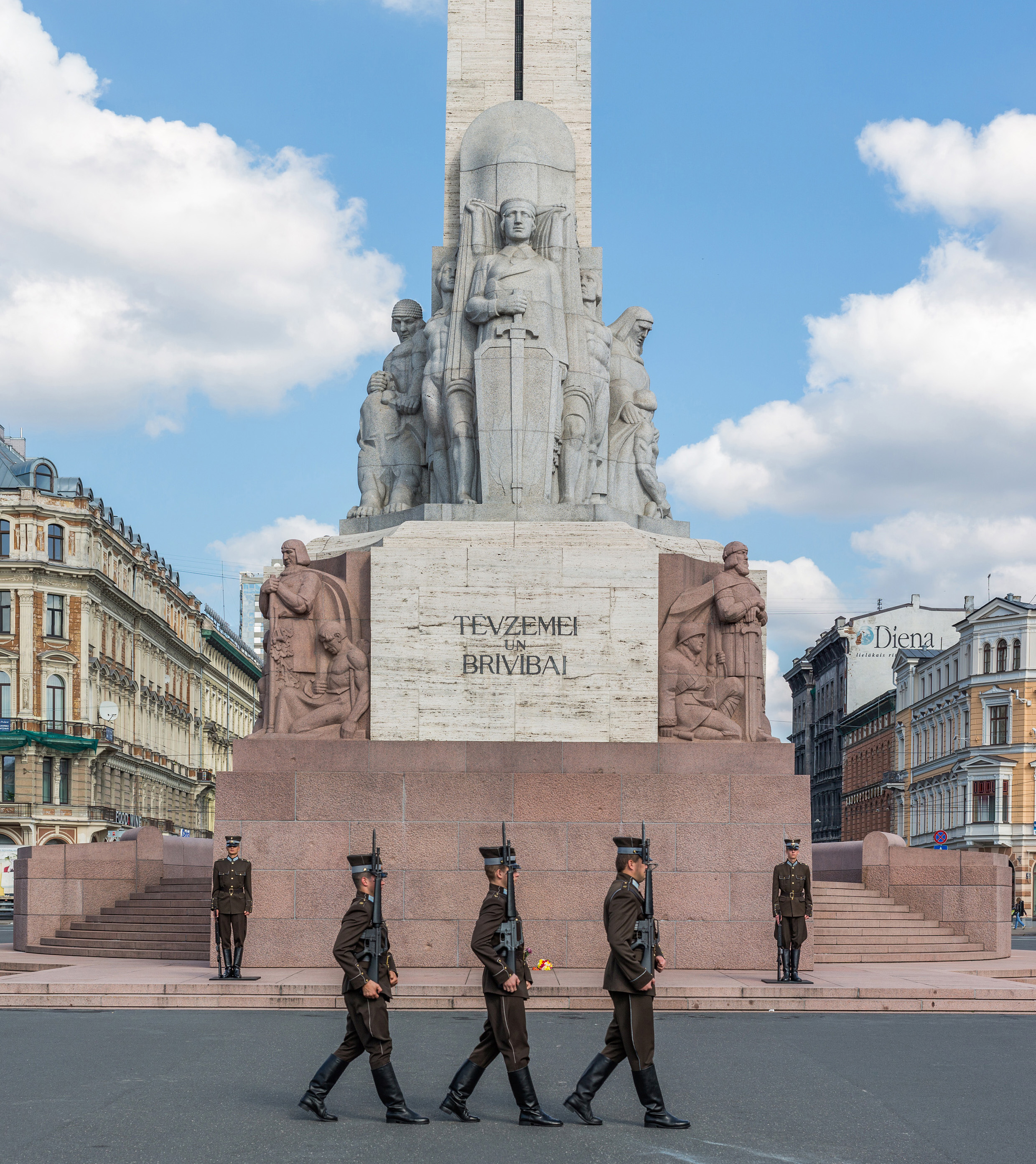
Зміна Почесної варти

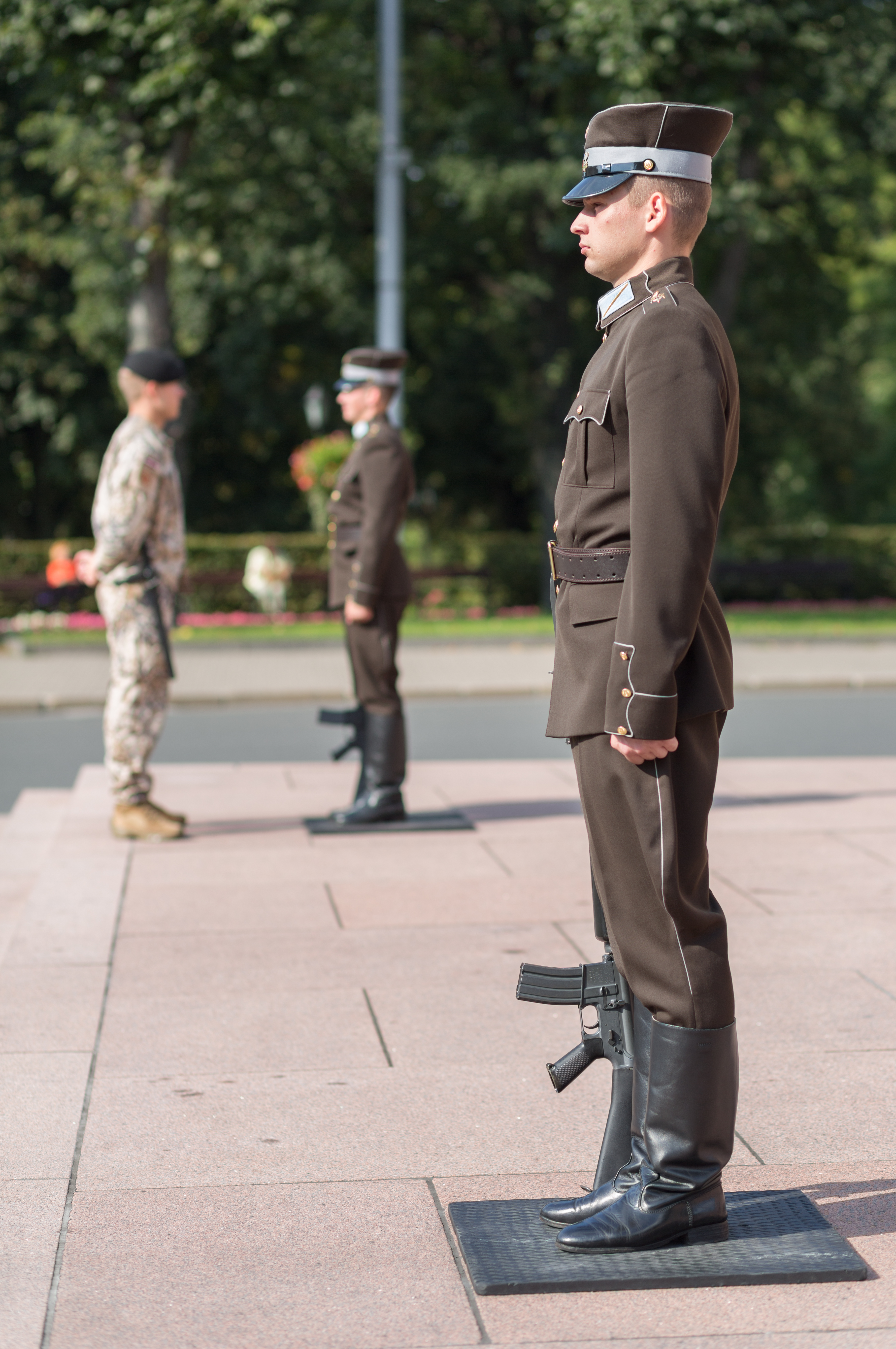
Однострій латвійського чатового

З моменту відкриття пам'ятника і до 1940 року біля нього розміщувалась охорона Почесної варти, що поряд із самим монументом уособлювала собою латвійську державність. Утім, дану традицію перервала радянська окупація, після здобуття балтійською республікою самостійності звичай відновили. Почесна варта періоду вже незалежної Латвії заступила на перше своє чергування 11 листопада 1992 року. До складу церемоніального підрозділу входять солдати Товариства Почесної варти штабного батальйону Національних Збройних Сил (латис. Nacionālo Bruņoto spēku Štāba bataljona Goda sardzes rota). Караул чергує біля підніжжя Монумента постійно, за винятком непогоди, коли температура знижується до -10 °C або підіймається вище 25 °C, а також у випадку сильного вітру та опадів.
Солдати Почесної варти працюють у двотижневі зміни, чергують 3 або 4 парами, які поперемінно змінюють одна одну на спеціальній церемонії, яку очолює начальник караулу. Окрім власне вартових, у кожній зміні є 2 солдати у звичайному військовому однострої, які покликані дбати, аби туристи та звичайні громадяни не порушували громадський порядок поблизу історичної пам'ятки. Зазвичай зміна варти відбувається щогодини упродовж від 9:00 до 18:00. Вільний час до наступної зміни чатові проводять у приміщеннях Міністерства оборони. Відповідно до встановленого у вересні 2004 року порядку несення служби караул через кожні півгодини стройовим кроком марширує від підніжжя Монумента Свободи до протилежних сторін пам'ятного комплексу, а потім знову повертається на своє місце. Вимоги для охочих потрапити до складу Почесної варти високі: солдат повинен мати хорошу фізичну форму та висоту не менше ніж 1,82 метра.

## Політичне значення

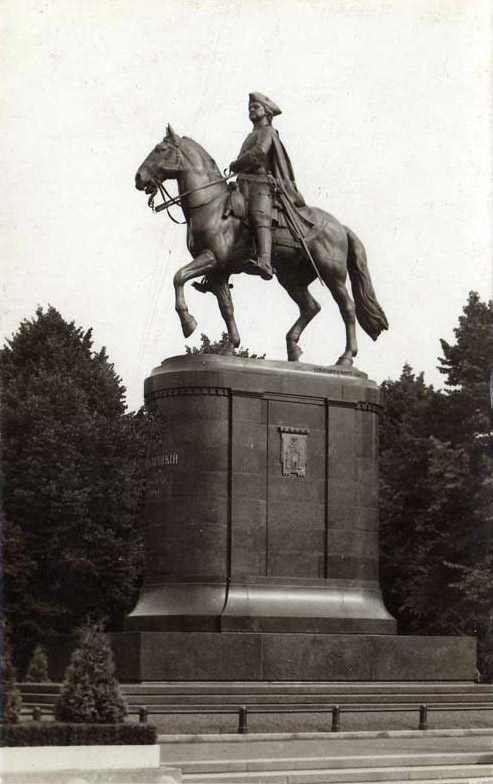
Пам'ятник Свободи замінив статую Петра I

Після завершення Другої світової війни висловлювались плани знесення пам'ятника, який для радянської влади був ідеологічно небажаним та незручним. 29 вересня 1949 року Рада Народних Комісарів Латвійської РСР запропонувала здійснити реставрацію статуї Петра I. Хоча дана ініціатива прямо не передбачала руйнування Монумента Свободи, іншого способу відновлення статуї російського імператора в первинному вигляді, окрім знесення нового пам'ятника, просто не існувало. Результати дискусії не зафіксовані в архівних джерелах, але оскільки Монумент Свободи досі стоїть, дана пропозиція ймовірно була відхилена. Іноді порятунок історичної пам'ятки приписують радянській скульпторці Вірі Мухіній (1889—1953), яка є дизайнером іншої монументальної скульптури Робітник і колгоспниця. Тим не менш, не існує жодних письмових свідчень на користь подібних заяв. Існують лише спогади її сина, котрий стверджував, що Віра Мухіна брала участь у засіданні, на якому обговорювалася доля архітектурної споруди. За його словами, вона обстоювала збереження монумента з огляду на його високу художню цінність, тоді як його знищення могло зашкодити «священним почуттям латиського народу».
Монумент Свободи уцілів, але його змістове навантаження стали тлумачити у відповідності з державною комуністичною ідеологією. Жінка на вершині обеліску у радянський час символізувала «Мати-Росію», а 3 зірки, що вона тримає у руках, — 3 соціалістичні балтійські республіки: Латвійську, Литовську та Естонську РСР. Як стверджувалось офіційною пропагандою, монумент нібито збудували після Другої світової війни на знак вдячності радянському керівнику Йосипу Сталіну за звільнення балтійських країн від нацистської окупації. В середині 1950-років Бульвар Свободи, на якому розташовувався пам'ятник, отримав ім'я Леніна. У середині 1963 року, коли питання про знесення було підняте знову, партійні діячі вирішили, що руйнування споруди такого художнього та історичного значення, збудованої завдяки пожертвуванням мешканців усієї Латвії, призведе тільки до глибокого обурення і спровокує напруженість у суспільстві. Втім, і в даному випадку не збереглися конкретні письмові свідчення, що така ініціатива справді висувалась. У період Перебудови від старої, явно неправдивої, інтерпретації Монумента Свободи відмовилися. Автори Enciklopēdija Rīga 1988 року, виданої у дусі комуністичної традиції, стали притримуватися версії, що обеліск споруджений на честь «звільнення від рабства царського самодержавства та німецьких баронів». Особливий акцент робився на соціальному походженні Карліса Зале, який, як стверджувалось, черпав своє натхнення з проекту Пам'ятника Свободи у Москві. Хоча змістове навантаження пам'ятки справді стало точнішим, проте ігнорувалась та суттєва обставина, що Червона Армія та пробільшовицькі латиські стрільці також були противниками латвійської державності під час війни за незалежність.
14 червня 1987 року поблизу Монумента Свободи відбувся мітинг з метою вшанування пам'яті жертв липневих депортацій до Сибіру. Організатором заходу виступила правозахисна група Гельсінкі-86, зокрема її члени Іва Дітснікс і Роландс Сіляравпс. Щоб завадити мітингу правозахисної організації, радянський уряд організував республіканський дитячий фестиваль з велопробігом, причому так, аби його маршрут проходив у безпосередній близькості до пам'ятника. В центр міста можна було потрапити лише за спеціальними пропусками. Після закінчення фестивалю демонстранти, що зібрались на захід, рушили до Монумента. На шляху до них долучились і деякі громадяни. Відтак біля самого пам'ятника зібралось близько 5000 осіб, що стало безпрецедентним кроком, позаяк при радянській окупації не могло бути й мови про подібні заходи. Роландс Сіляравпс встановив плакат й поклав квіти. Його приклад наслідували десятки інших, а потім всі присутні вшанували пам'ять депортованих латишів хвилиною мовчання. Учасників мітингу супроводжували як численні фотографи і репортери, так і колони міліціонерів; останні не намагались перешкоджати. Чергове покладання квітів до підніжжя Монумента Свободи відбулося 23 серпня того ж року в ознаменування річниці пакту Молотова—Ріббентропа. Цього разу членів та прихильників Гельсінкі-86 розігнали силою за допомогою водометів. Незважаючи на це, подібні заходи значно активізували рух за незалежність, публічні зібрання стали звичним явищем, налічуючи час від часу до більш ніж півмільйона учасників, себто близько четверті всього латвійського населення.

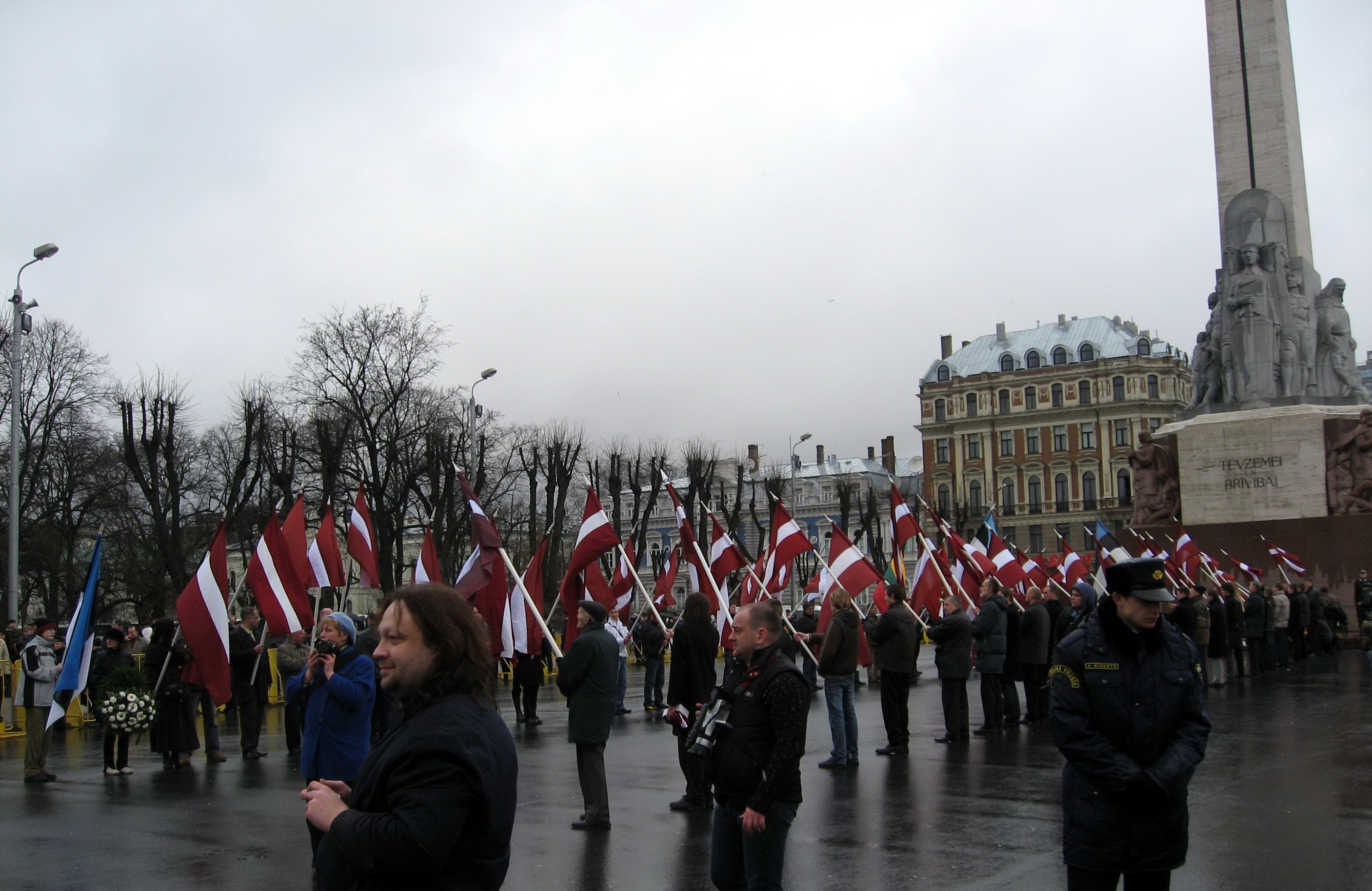
Зібрання громадян на День латвійського легіону

З відновленням латвійської державності пам'ятка архітектури і навколишня площа стали центральним місцем для проведення офіційних церемоній. Під час таких заходів перед підніжжям Монумента Свободи покладають квіти, що зокрема є обов'язковою частиною візитів іноземних високопосадовців. Так, 6 липня 1994 року Латвію, першу з балтійських держав, відвідав американський президент Білл Клінтон, який виступив біля пам'ятника з промовою до мешканців Риги. Біля Монумента Свободи традиційно проходять і громадські зібрання. 16 березня відбувається щорічна хода на честь ветеранів латиського добровольчого легіону СС, солдати якого воювали проти Радянського Союзу в роки Другої світової війни. Спершу дана дата святкувалась винятково емігрантами та їхніми нащадками в діаспорі, а з 1990 року традиція отримала розповсюдження і в самій Латвії, ставши навіть на короткий проміжок (1998—2000) офіційним святом. У 1998 захід привернув увагу зарубіжних ЗМІ і наступного року російський уряд засудив дану подію за «прославлення нацизму». Марші легіонерів породжують бурхливі дискусії в латвійському суспільстві і традиційно викликають різку критику з боку російськомовних мешканців та представників єврейської громади.
Латвійський уряд вдався до низки кроків для нормалізації становища. Так, 2006 року влада не дозволила проведення маніфестацій правоцентристських організацій та встановила навколо Монумента Свободи огорожу. Як зазначала міська рада Риги, це було зроблено з метою реставрації пам'ятки. І справді в 2006 проходили відновлювальні роботи, зокрема позолоти зірок. Тим не менш, заяву відомства ряд політиків поставили під сумнів, стверджуючи, що площу навколо Монумента Свободи обгородили набагато більше, ніж це необхідно для реставраційних робіт. Критичні зауваження у сторону уряду висловлювала і латвійська преса, яка звернула увагу на недостатнє забезпечення громадської безпеки та свободи вираження поглядів. 23 листопада 2006 року закон, який передбачав схвалення органів влади для проведення публічних зборів, оголосили неконституційним. В наступні роки уряд залучив до охорони громадських зібрань поблизу Монумента Свободи поліцейські сили.